# مستقبلات الإستروجين
مستقبلات الاستروجين (بالإنجليزية: Estrogen receptor)‏؛ هي مجموعة من البروتينات المتواجدة بداخل الخلايا، والتي يتم تنشيطها بواسطة هرمون الاستروجين .يوجد نوعان من مستقبلات الاستروجين:مستقبلات الاستروجين النووية؛ والتي هي من عائلة المستقبلات النووية داخل الخلايا ، ومستقبلات الاستروجين الغشائية؛ والتي هي غالبا مستقبلات مقترنة ببروتين ج.
حالما يتم تنشيطها بواسطة هرمون الاستروجين؛ فإن تلك المستقبلات تكون لها القدرة على الانتقال إلى داخل النواة ومن ثم الارتباط بالحمض النووى DNA؛ لتنظم نشاط الجينات المختلفة، ومع ذلك فإن لها أيضا وظائف إضافية لا تعتمد على الارتباط بالحمض النووى.
أما مستقبلات الهرمونات للمنشطات الجنسية؛ كمستقبلات الاندروجين، ومستقبلات البروجسترون؛ فهي مهمة للنضج الجنسي والحمل .